# شفاف
در پرتوشناسی، جسم شفاف جسمی است که کاملاً در برابر پرتوی نور یا انواع دیگر تابش‌های الکترومغناطیسی نفوذپذیر است و پرتوی تابش شده را کاملاً از خود عبور می‌دهد.
در زمینه بصری، شفافیت همچنین به معنای وضوح و روشنی نیز به کار برده می‌شود.
از ویژگی‌های فیزیکی جسم شفاف می‌توان به عبور نور از اجسام بدون پراکندگی قابل ملاحظه ای اشاره کرد.
در مقیاس ماکروسکوپی، (ابعادمورد بررسی، بسیار بزرگتر از طول موج فوتون‌های مورد بحث است) می‌توان گفت که فوتون‌ها ازقانون اسنل پیروی می‌کنند. جسم شفاف یا شفافیت اجازه عبور نور را می‌دهد، اما لزوماً از قانون اسنل پیروی نمی‌کند (همچنان در مقیاس ماکروسکوپی بحث می‌کنیم)
فوتون‌ها می‌توانند، در هریک از این دو خط اتصال یا از درون بصورت داخلی جایی که تغییر در شاخص شکست وجود دارد پراکنده شوند.
به عبارت دیگر؛ یک ماده نیمه شفاف از اجزایی با شاخص‌های مختلف شکست تشکیل شده‌است.
مواد شفاف، واضح و شفاف دیده میشوندهمراه با یک رنگ سراسری یا هر ترکیبی که منجر به طیف درخشان از هر رنگ می‌شود. خاصیت مقابل شفافیت کدری است.

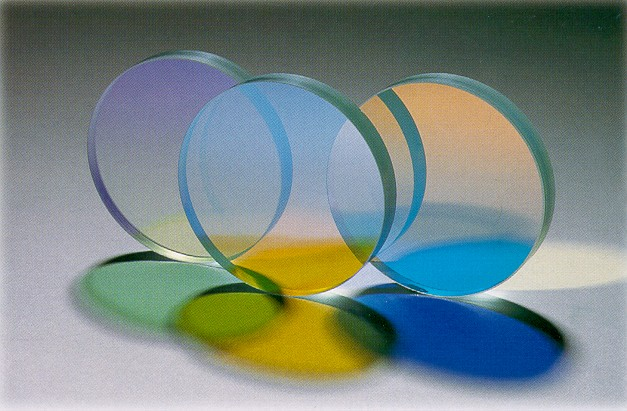
Dichroic filters با استفاده از مواد شفاف نوری ایجاد می‌شوند.

وقتی نور با ماده برخورد می‌کند، از چند راه مختلف امکان تعامل با ماده وجود دارد.
این تعامل وابسته به طول موج نور و ماهیت ماده است.
فوتون‌ها با ترکیبی از انعکاس، جذب و انتقال با جسم در تعاملند. برخی از مواد، مثل صفحه شیشه ای و آب تمیز، مقدار زیادی از نوری که به آنها می‌تابد را منتقل می‌کنند و مقدار کمی از آن را بازتاب می‌کنند. به چنین موادی شفاف نوری(optically transparent)گفته می‌شود.
بسیاری از مایعات و محلول‌های شفاف بسیار نوری هستند.
عدم وجود نقص ساختاری (حفرات، ترک‌ها و سایر موارد) و ساختار مولکولی اکثر مایعات علت انتقال نوری عالی هستند. موادی که نور را منتقل نمی‌کنند مات نامیده می‌شوند.
بسیاری از این مواد دارای ترکیب شیمیایی هستند، که به عنوان مراکز جذب شناخته می‌شوند.
بسیاری از مواد در جذب فرکانس‌های نور سفید انتخاب کننده هستند. آنها بخش‌های خاصی از طیف مریی را جذب می‌کنند در حالیکه بقیه را منعکس می‌کنند.
فرکانس‌های طیفی جذب نشده یکی از این دو حالت را دارا هستند: یا منعکس می‌شوند یا برای مشاهده فیزیکی ما انتقال داده می‌شوند.
این همان چیزی است که باعث ایجاد رنگ می‌شود.
میرایی نور در تمام فرکانس‌ها و طول موج‌ها به دلیل مکانیسم‌های ترکیبی جذب و پراکندگی است.
شفافیت برای حیواناتی که می‌توانند به آن دسترسی پیدا کنند استتار تقریباً کاملی می‌تواند باشد. این امر در آب کدر و تیره و تار دریا بهتر از روشنایی می‌باشد.
بسیاری از حیوانات دریایی مثل چتر دریایی بسیار شفافند.

مقایسه ۱. کدر بودن، ۲. نیمه شفافی و ۳. شفافیت. پشت هر صفحه یک ستاره قرار دارد که با توجه به شفافیت صفحه، انعکاس آن دیده می‌شود.

به‌طور کلی شفاف یعنی چه؟ ماده شفاف باید دارای دو ویژگی باشد:۱. درونی و ذاتی ۲. بیرونی
۱. درونی:یعنی ساختار و ذات ماده بگونه ای باشد، که در برببر موج خاصی از امواج الکترومغناطیس یا فوتون‌ها که قرار می‌گیرند امکان انتقال الکترون از لایه ظرفیت به لایه هدایت را نداشته باشند؛ یعنی فاصله بین لایه هدایت و ظرفیت بالا باشد (یا به عبارتی بندگپ(نوار ممنوعه) بالایی داشته باشد).
با توجه به جذب نور، ملاحظات مواد اولیه عبارتند از:
در سطح الکترونیکی جذب در فرابنفش و مرِئی(UV-Vis) به طیف مدارهای الکترونی وابسته است.
بطوریکه، آنها بتوانند یک کوانتوم نور (یا فوتون) از یک فرکانس خاص را جذب کنند و قوانین انتخاب را نیز نقض نکنند.
به عنوان مثال، در بیشتر عینک‌ها، الکترون‌ها به سطح بالاتری از انرژی در دسترسی ندارند، یا اگر چنین باشد، قوانین انتخاب را نقض می‌کنند، به این معنی که جذب قابل توجهی در عینک‌های خالص (بدون استفاده) وجود ندارد و آنها را ایده‌آل می‌کند.
مواد شفاف برای پنجره‌ها در ساختمان‌ها، در سطح اتمی یا مولکولی، جذب فیزیکی در قسمت مادون قرمز، طیف به فرکانس ارتعاشات اتمی یا مولکولی یا پیوندهای شیمیایی و به قوانین انتخاب بستگی دارد.
نیتروژن و اکسیژن گازهای گلخانه ای نیستند، زیراهیچ لحظه دو قطبی مولکولی (Dipole)وجود ندارد.
با توجه به پراکندگی نور مهمترین عامل مقیاس طولی هریک یا همه این ویژگی‌های ساختاری نسبت به طول موج نور پراکنده‌است.
ملاحظات اولیه موتد شامل مراحل زیر است:
ساختار بلوری:این که آیا اتم‌ها یا مولکول‌ها نظم دوربرد را نشان می‌دهند که در جامدات بلوری مشهود است.
ساختار شیشه ای:مراکز پراکندگی شامل نوسانات چگالی یا ترکیب است.
ریز ساختار :مراکز پراکندگی شامل سطوح داخلی مانند مرزدانه‌ها، نقص کریستالوگرافی ومنافذ میکروسکوپی است.
مواد آلی:مراکز پراکندگی شامل ساختارها و مرزهای فیبر و سلول است.
میزان شفافیت نوری در مواد پلی کریستالی توسط مقدار نوری که توسط ویژگی‌های ریز ساختاری آنها پراکنده شده‌است، محدود می‌شود.
پراکندگی نور به طول موج نور بستگی دارد؛ بنابراین، بسته به فرکانس موج نور و بعد فیزیکی مرکز پراکندگی، محدودیت‌های دید برای فضایی (با استفاده از نور سفید) به وجود می‌آیند.
به عنوان مثال از آنجا که نور مرئی مقیاس طول موج به ترتیب میکرومتر دارد مراکز پراکندگی ابعادی در مقیاس مکانی مشابه دارند. مراکز پراکندگی اولیه در مواد پلی
کریستالی شامل نقص ریزساختاری مانند منافذ و مرز دانه‌ها است. علاوه بر منافذ، بیشتر رابط
ها در یک شی metal معمولی فلزی یا سرامیکی به صورت مرز دانه هستندکه مناطق ریز نظم
متبلور را از هم جدا می‌کند. وقتی اندازه مرکز پراکندگی) یا مرز دانه (به زیر اندازه طول موج
نور پراکنده کاهش می‌یابد، دیگر پراکندگی به میزان قابل توجهی اتفاق نمی‌افتد.
در تشکیل مواد پلی کریستالی) فلزات و سرامیک‌ها (اندازه دانه‌های کریستالی تا حد زیادی
توسط اندازه ذرات بلوری موجود در ماده اولیه در هنگام تشکیل) یا فشار دادن (جسم تعیین می
شود. علاوه بر این، اندازه مرز دانه‌ها مستقیماً با اندازه ذرات مقیاس می‌شوند؛ بنابراین کاهش
اندازه ذرات اصلی کاملاً کمتر از طول موج نور مرئی) حدود ۱ً\۱۵ طول موج نور یا تقریباً
نانومتر ۴۰ =۱۵\۶۰۰
(پراکندگی نور را از بین می‌برد و در نتیجه ماده ای مات یا حتی
شفاف ایجاد می‌کند.
مدل‌سازی رایانه ای انتقال نور از طریق آلومینای سرامیکی شفاف نشان داده‌است که منافذ
میکروسکوپی محبوس در نزدیکی مرزهای دانه به عنوان مراکز پخش اولیه عمل می‌کنند. بخش
حجمی تخلخل برای انتقال نوری با کیفیت بالا) ۹۹ / ۹۹ درصد چگالی نظری (باید زیر ۱٪ کاهش
یابد. این هدف با استفاده از روشهای فرآوری شیمیایی نوظهور شامل روشهای شیمی سل
ژل و فناوری نانو، به راحتی در آزمایشگاه‌ها و تأسیسات تحقیقاتی در سراسر جهان به دست
آمده و به خوبی نشان داده شده‌است.
سرامیک‌های شفاف

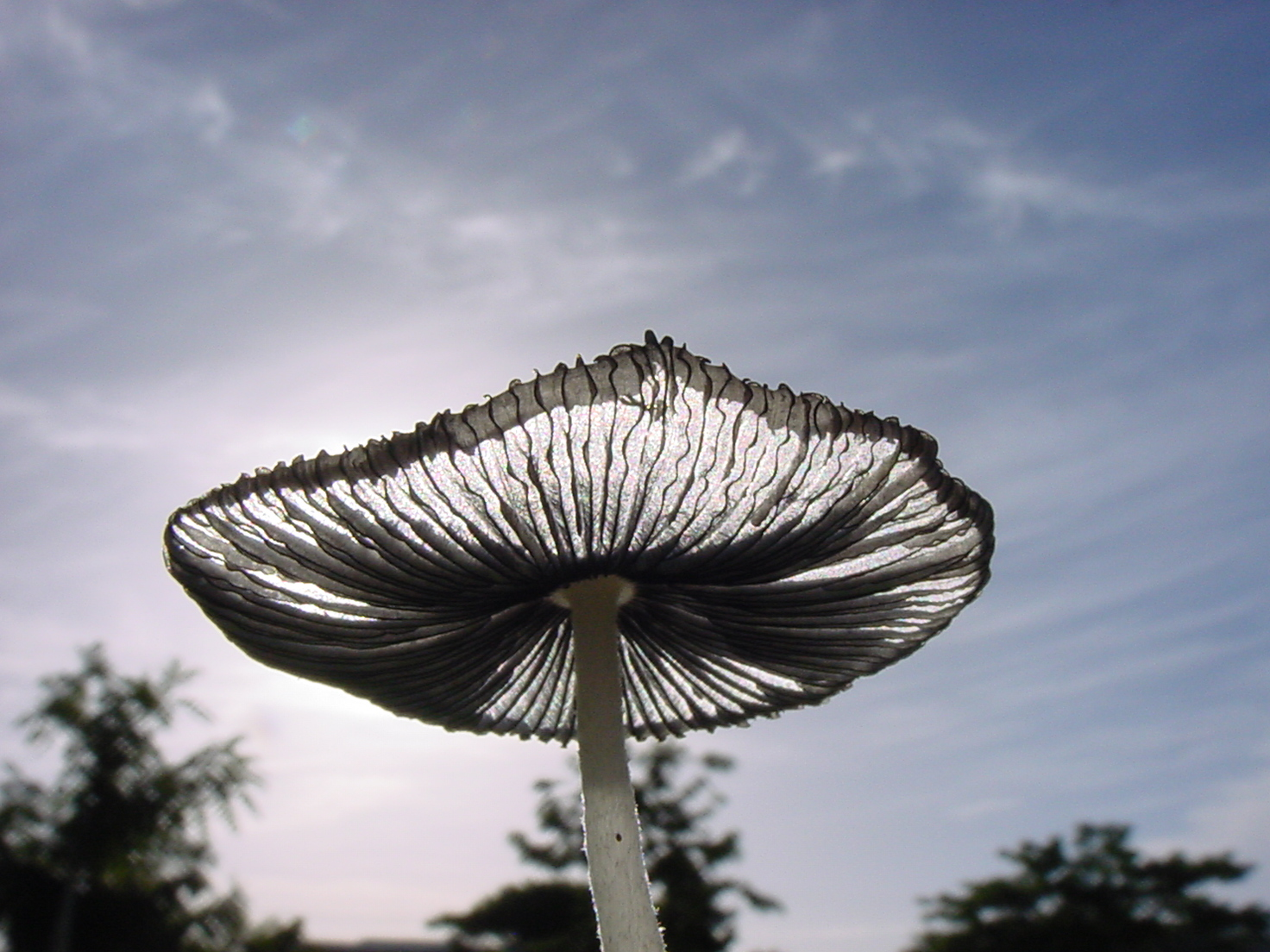
شفافیت ماده ای که برای برجسته سازی ساختار یک موضوع عکاسی استفاده می‌شود

در کاربردهای خود در مورد لیزرهای پرانرژی، پنجره‌های زره پوش شفاف،
مخروط‌های دماغه برای موشک‌های گرمایشی، ردیاب‌های تابش برای آزمایش غیر مخرب،
فیزیک انرژی بالا، اکتشافات فضایی، امنیت و کاربردهای تصویربرداری پزشکی ایجاد علاقه
کرده‌اند. عناصر بزرگ لیزر ساخته شده از سرامیک‌های شفاف را می‌توان با هزینه نسبتاً کم
تولید کرد. این ملفه‌ها فاقد استرس داخلی یا تجویز مجدد ذاتی هستند و اجازه می‌دهند سطح
دوپینگ نسبتاً زیادی وجود داشته باشد یا پروفایل‌های دوپینگ طراحی شده به صورت
سفارشی بهینه شده باشد. این امر با عث می‌شود که عناصر لیزر سرامیکی برای لیزرهای با انرژی
بالا از اهمیت ویژه ای برخوردار باشند.
توسعه محصولات پانل شفاف دارای کاربردهای پیشرفته بالقوه دیگری از جمله مقاومت بالا،
مواد مقاوم در برابر ضربه است که می‌تواند برای پنجره‌ها و پنجره‌های سقفی خانگی استفاده
شود. شاید مهمتر این که دیوارها و سایر کاربردها مقاومت کلی را بهبود می‌بخشند، به ویژه
برای شرایط برشی بالا که در معرض لرزه ای و باد قرار دارد. اگر بهبودی‌های مورد انتظار در
خصوصیات مکانیکی تحقق یابد، اگر منطقه پنجره در واقع به مقاومت برشی دیوار کمک کند،
محدودیت‌های سنتی که در قوانین ساختمانی امروزی در مناطق لعاب دیده می‌شود، می
توانند به سرعت منسوخ شوند.
مواد شفاف مادون قرمز موجود در حال حاضر معمولاً بین عملکرد نوری، مقاومت مکانیکی و
قیمت تفاوت دارند. به عنوان مثال، یاقوت کبود (آلومینای کریستالی (بسیار قوی است، اما گران است و در تمام محدوده مادون قرمز ۳–۵ میکرومتر فاقد شفافیت کامل از۳–۵ میکرومتر کاملاً شفاف است، اماyttria فاقد مقاومت کافی، سختی و مقاومت در برابر شوک
حرارتی برای کاربردهای هوافضا با کارایی بالا است. جای تعجب نیست که ترکیبی از این دو ماده
به شکل گارنت آلومینیوم ایتریوم (YAG) یکی از بهترین عملکردها در این زمینه است.